# Tiang Layar
Tiang Layar is een bestuurslaag in het regentschap Deli Serdang van de provincie Noord-Sumatra, Indonesië. Tiang Layar telt 1403 inwoners (volkstelling 2010).